# Leukerbad
Leukerbad (en francès Loèche-les-Bains) és una comuna suïssa del cantó del Valais, situada en el districte de Leuk. Limita al nord amb les comunes d'Adelboden (BE) i Kandersteg (BE), a l'est amb Ferden, al sud amb Guttet-Feschel, Albinen i Inden, i a l'oest amb Mollens i Lenk im Simmental (BE).